# Mausoleo Sayid Alauddin
Il mausoleo Sayid Alauddin è uno dei molti mausolei di Khiva in Uzbekistan. Come la parte storica di questa città, si tratta di un sito Patrimonio dell'Umanità UNESCO. Si trova contro la parete della madrasa Matniaz Divan-Beghi.
È stato costruito nel 1303 in onore di un famoso sheikh sufi di quel tempo. È il monumento più antico della città ancora in piedi. a pianta quadrata, il mausoleo è sormontato da una cupola e ha una tomba notevole ricoperta di maioliche della prima metà del XIV secolo. Il ziaratkhaneh risale al XVII secolo.
Il mausoleo è stato costruito da Amir Kulal, ceramista nato a Bukhara. Doveva essere sepolto accanto a Said Alauddin, ma la sua morte a Bukhara non lo ha permesso. Ciò spiega perché vi sono due tombe ma alla fine un solo corpo.

## Galleria d'immagini

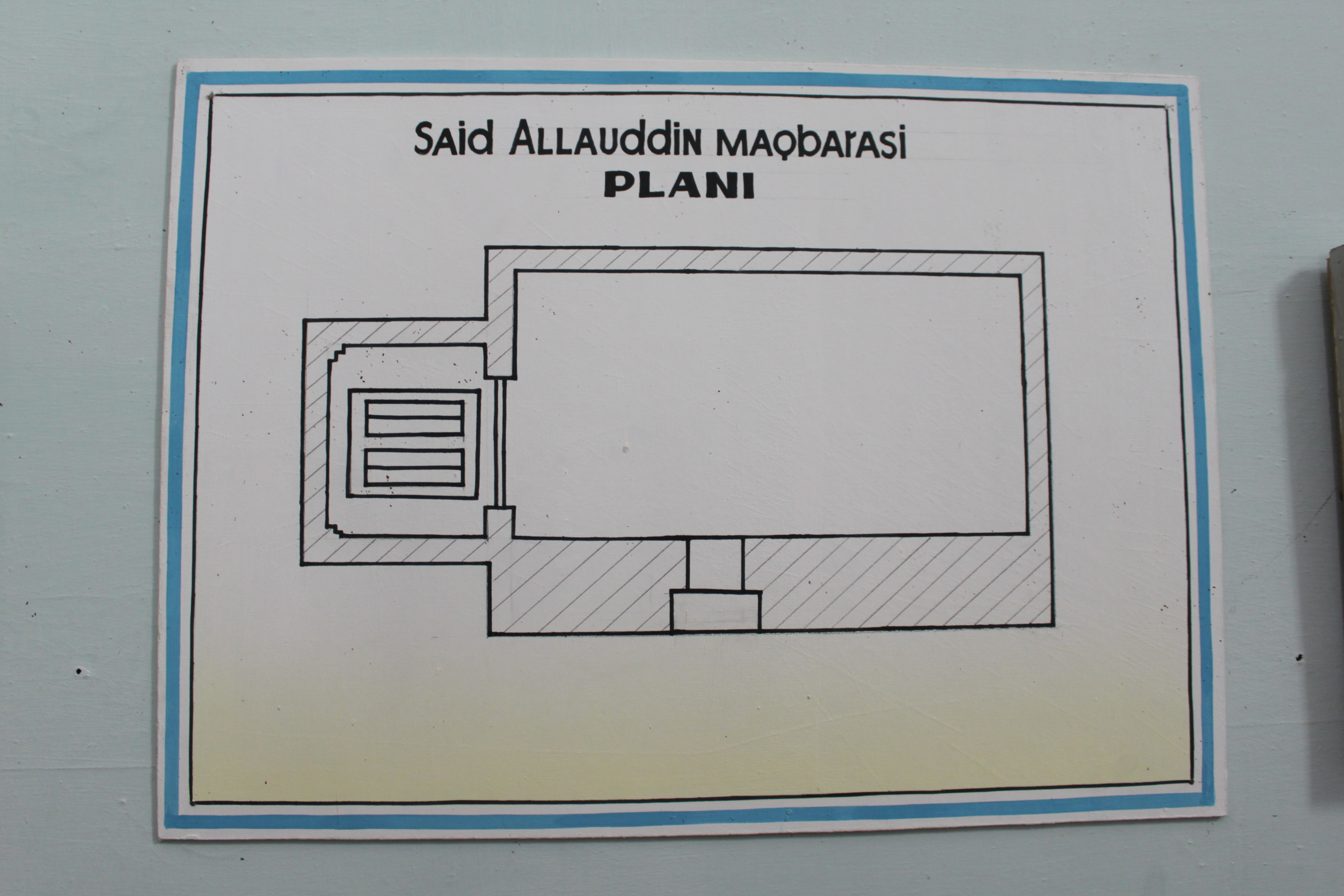
Mappa del mausoleo (affissa all'ingresso).
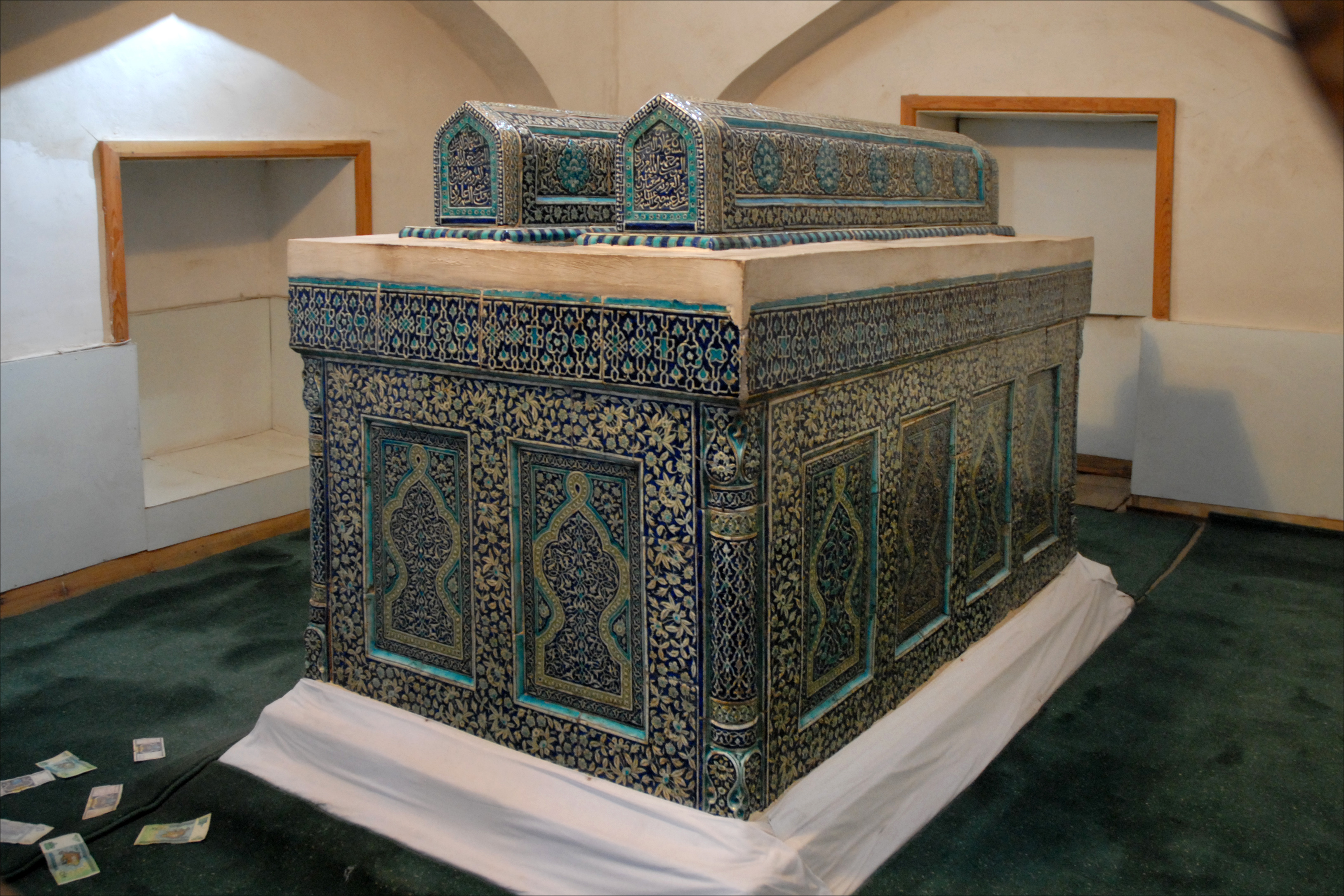
Tomba di Sayid Alauddin
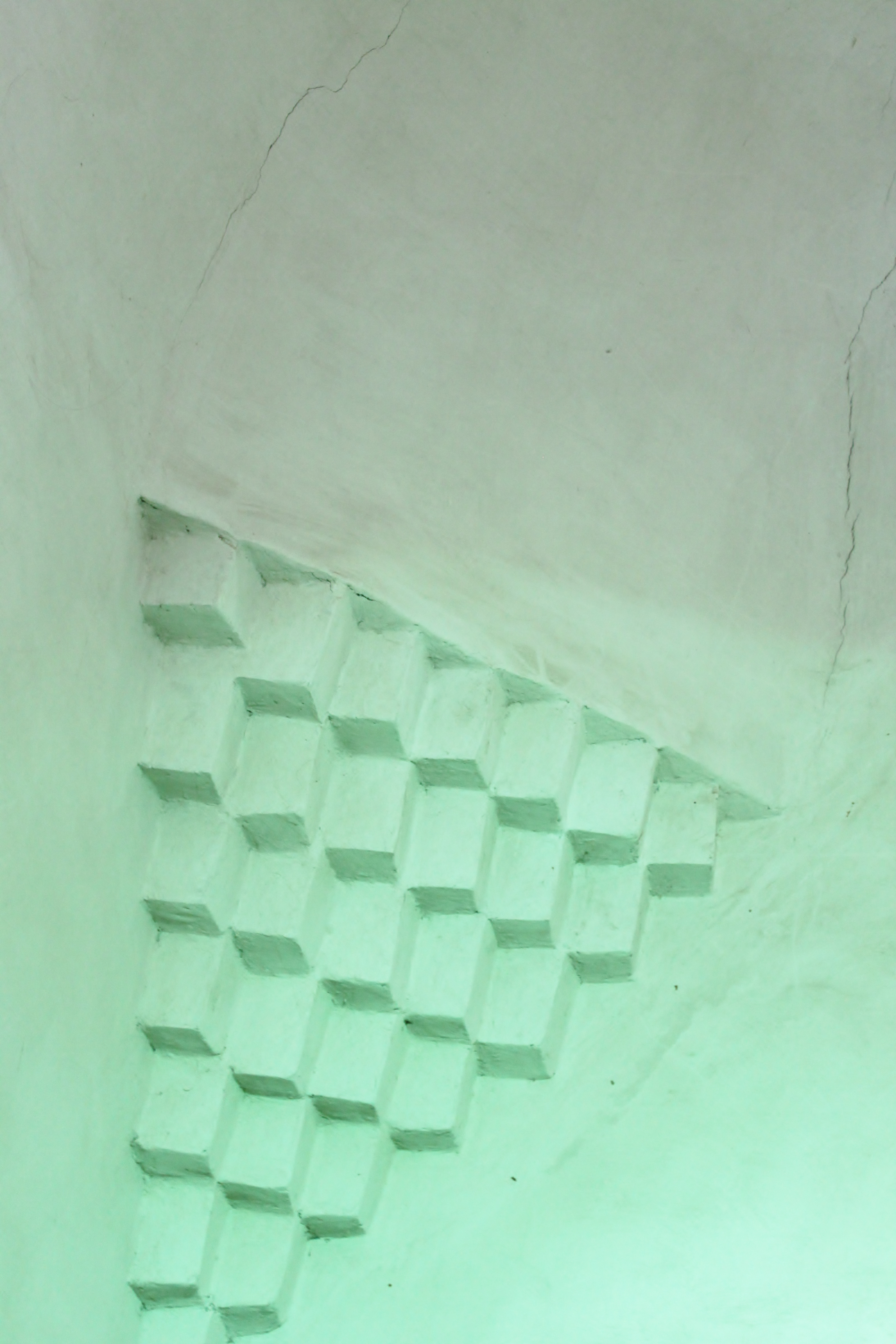
Particolare della camera funeraria (muqarnas).
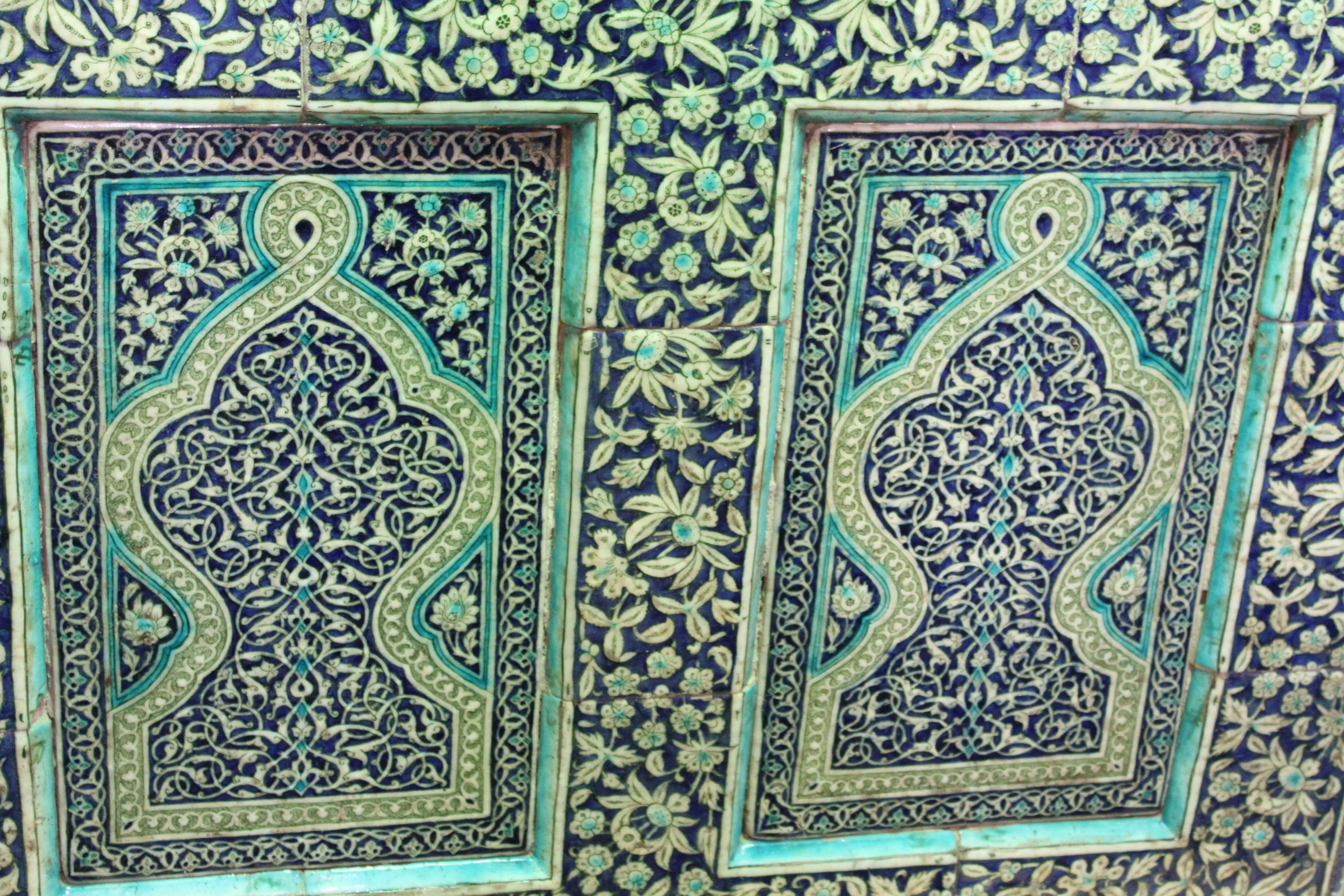
Particolari della tomba